# Evil Jared Hasselhoff

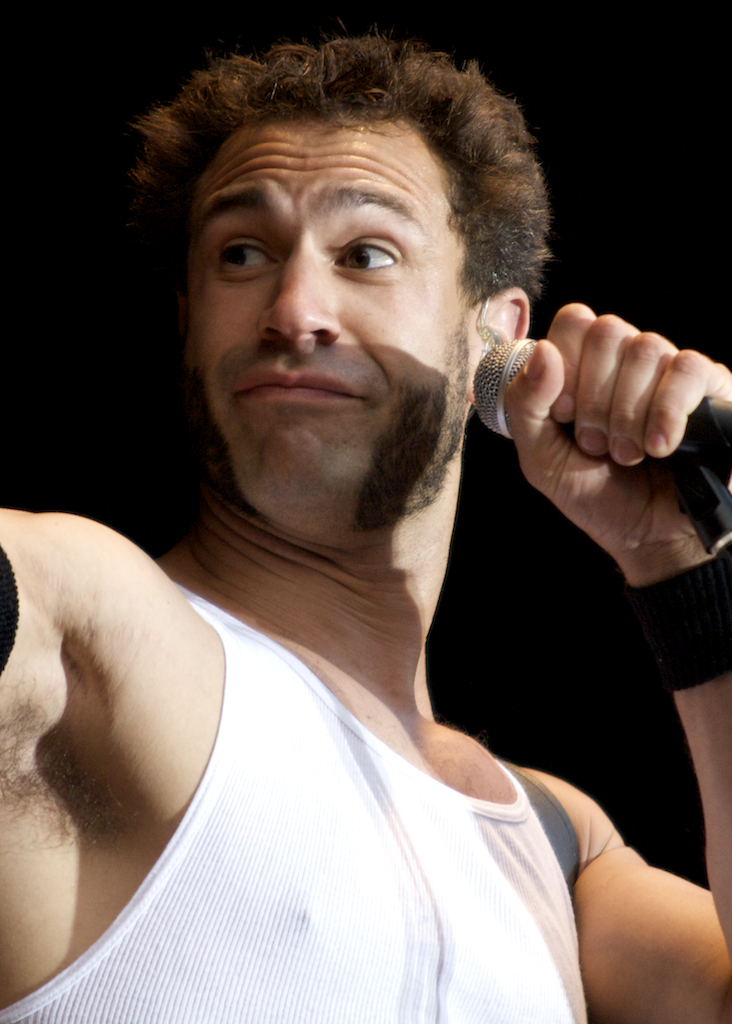
Jared Hasselhoff, Nibe Festival 2009.

"Evil" Jared Hasselhoff (geboren als Jared Hennegan, 5 augustus 1971, Ringenbrough, Pennsylvania) is de bassist van de band The Bloodhound Gang. De bijna twee meter lange Hasselhoff ontmoette zijn mede-bandlid Jimmy Pop aan de Temple University in Pennsylvania, waar zij beiden studeerden.
Het wordt wereldwijd aangenomen dat hij de reden was voor Spanky G om de band te verlaten. Alhoewel Spanky G als reden gaf dat hij terug naar school wilde.
In 2006 verhuisde hij naar de Berlijnse wijk Kreuzberg, uit aversie tegen president Bush. Hij zei dat hij pas terug naar de VS gaat als Bush geen president meer is.